# Pseudopediasia calamellus
Pseudopediasia calamellus là một loài bướm đêm trong họ Crambidae.